# ロベルト・ロサレス
ロベルト・ホセ・ロサレス・アルトゥーベ（Roberto José Rosales Altuve、1988年11月20日 - ）は、ベネズエラの首都カラカス出身のサッカー選手。キプロス・ファーストディビジョンのAEKラルナカに所属している。

## 経歴
2006年に地元のカラカスFCでプロデビューし、2007年7月にベルギーに渡りKAAヘントに移籍。ミシェル・プロドーム監督の下で力を付け、右サイドバックの先発に定着し、2010年のリーグカップ優勝を経験した。2010年7月、プロドームが新たに就任した、2009-10シーズンエールディヴィジ優勝チームのFCトゥウェンテに移籍。2010-11シーズンのUEFAチャンピオンズリーグにも出場し、同リーグ史上初のベネズエラ出身の出場選手となった。
同シーズンでのUEFAチャンピオンズリーグでの活躍で、ロサレスはレアル・マドリードやアーセナルFCといった強豪チームからも注目される存在となる。
ロサレスは2013-14シーズンまでFCトゥウェンテでプレーし、2014年7月にマラガCFに移籍した。
2018年8月30日、RCDエスパニョールへのローン移籍が発表された。
2019年7月24日、CDレガネスと2年契約を締結した。

## ベネズエラ代表
2007年に19歳でベネズエラ代表に招集され、コパ・アメリカ2019などの主要大会に出場している。